# Никон (Фомин)
Митрополит Ни́кон (в миру Николай Геннадиевич Фомин; род. 7 января 1963, Канадей, Ульяновская область) — архиерей Русской православной церкви, митрополит Астраханский и Камызякский, глава Астраханской митрополии.

## Биография
Родился 7 января 1963 года в деревне Мордовский Канадей Николаевского района Ульяновской области. Мордвин. С 1967 по 1979 год проживал в посёлке Майоровском Сызранского района Куйбышевской области, где окончил среднюю школу. Затем обучался в сельскохозяйственном техникуме города Беднодемьяновска Пензенской области. С 1982 по 1984 год проходил срочную службу в рядах Вооружённых сил.
11 сентября 1985 года епископом Ивановским и Кинешемским Амвросием (Щуровым) рукоположён в сан диакона. 20 октября 1985 года им же пострижен в монашество с именем Никон в честь преподобного Никона Радонежского. С 1985 по 1990 год — диакон в Преображенском кафедральном соборе Иванова. Осенью 1990 года назначен экономом возрождённого Николо-Шартомского мужского монастыря.
18 октября 1990 года епископом Ивановским и Кинешемским Амвросием рукоположён в сан иеромонаха. Указом епископа Ивановского и Кинешемского Амвросия № 56 от 1 февраля 1991 года назначен наместником Николо-Шартомского монастыря (резолюция патриарха Алексия от 7 июня 1991 года). Ко дню Святой Пасхи 1991 года награждён золотым наперсным крестом. В 1992 году возведён в сан архимандрита (резолюция патриарха Алексия от 26 февраля 1992 года). В 1992 года стал членом Епархиального совета Ивановской епархии.
В 1998 году окончил Самарскую духовную семинарию. В 1999 году окончил Шуйский государственный педагогический университет по специальности «Религиоведение».
По словам Сергея Филатова, «к 2006 г. полностью возрождён руинированный Николо-Шартомский монастырь. Он насчитывает 150 монахов (из них 50 священников). <…> Монастырь отличается строгими требованиями к насельникам и трудовой дисциплиной, в устав специально вставлено правило, согласно которому все насельники и трудники монастыря должны отказаться от употребления алкоголя. Никон (Фомин) — популярный в епархии духовник, его считают более терпимым и мягким, нежели имеющего всероссийскую известность духовника Свято-Введенского женского монастыря в Иванове архимандрита Амвросия (Юрасова)».
По благословению епархиального архиерея являлся куратором участия Иваново-Вознесенской епархии в программе «Культура России (2006—2012 годы)». В 2006 году при непосредственном участии архимандрита Никона был создан Ивановский православный богословский институт святого апостола Иоанна Богослова.

### Архиерейство
7 июня 2012 года решением Священного синода Русской православной церкви избран епископом Шуйским и Тейковским. Наречение состоялось 15 июня 2012 года в Тронном зале храма Христа Спасителя в Москве.

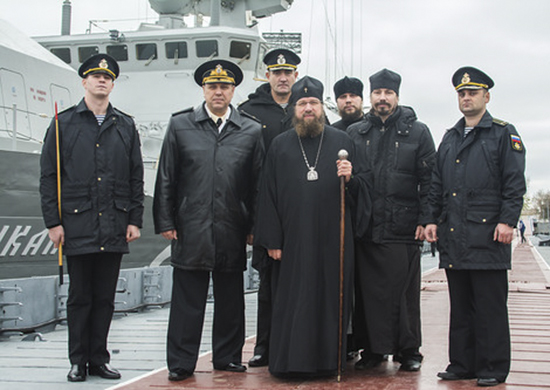
Митрополит Астраханский и Камызякский Никон во время посещения Каспийской флотилии. 2016 год

1 июля 2012 года в Свято-Троицком кафедральном собора в Брянске совершена хиротония архимандрита Никона во епископа Шуйского и Тейковского. Хиротонию совершили Патриарх Московский и всея Руси Кирилл, митрополит Волоколамский Иларион, архиепископ Курский и Рыльский Герман, архиепископ Черниговский и Новгород-Северский Амвросий, епископ Иваново-Вознесенский и Вичугский Иосиф (Македонов), епископ Брянский и Севский Александр (Агриков), епископ Гомельский и Жлобинский Стефан (Нещерет), епископ Солнечногорский Сергий (Чашин), епископ Смоленский и Вяземский Пантелеимон (Шатов), епископ Рыбинский и Угличский Вениамин (Лихоманов), епископ Карагандинский и Шахтинский Севастиан (Осокин), епископ Петропавловский и Камчатский Артемий (Снигур), епископ Салехардский и Ново-Уренгойский Николай (Чашин); епископ Арсеньевский и Дальнегорский Гурий (Фёдоров), епископ Искитимский и Черепановский Лука (Волчков), епископ Карасукский и Ордынский Филипп (Новиков). 5 июля того же года прибыл к месту служения.
15 июля 2016 года решением Священного синода Русской православной церкви назначен епископом Астраханским и Камызякским, главой Астраханской митрополии.
18 июля 2016 года в Успенском соборе Свято-Троицкой Сергиевой лавры возведён в сан митрополита в связи с назначением главой Астраханской митрополии.

## Награды
- Орден святого равноапостольного великого князя Владимира III степени (14 сентября 2010 года) — в связи с 25-летием служения в священном сане.
- Орден преподобного Серафима Саровского III степени (7 января 2023) — во внимание к усердному служению и в связи с памятной личной датой[11].